# 3. ŽNL Vukovarsko-srijemska NS Vukovar 2010./11.
Za razliku od sezone 2009/10. kada je liga brojala 6 klubova, od ove sezone, u 3. ŽNL Vukovarsko-srijemskoj NS Vukovar učestvuje 8 klubova. 2010. godine, ponovno su oformljeni NK Hajduk Vera i NK Mladost Svinjarevci. Zbog istupanja iz 1. ŽNL u sezoni 2009/10., HNK Borovo je relegiran u najniži rang, tj. 3. ŽNL i počeo je sezonu s 1 negativnim bodom. Prvenstvo se igralo trokružno, a u viši rang, odnosno 2. ŽNL se plasirali NK Mladost Svinjarevci i NK Sloga Pačetin.

## Tablica
| Mj. | Klub                   | Sus. | Pob | Rem | Por | GR    | Bod       |
| --- | ---------------------- | ---- | --- | --- | --- | ----- | --------- |
| 1.  | NK Mladost Svinjarevci | 21   | 15  | 4   | 2   | 75:19 | 49        |
| 2.  | NK Sloga Pačetin       | 21   | 14  | 3   | 4   | 60:22 | 44 (-1)   |
| 3.  | NK Petrovci            | 21   | 13  | 3   | 5   | 61:25 | 42        |
| 4.  | HNK Lipovača           | 21   | 13  | 2   | 6   | 62:40 | 41        |
| 5.  | NK Tompojevci          | 21   | 8   | 1   | 12  | 40:64 | 25        |
| 6.  | NK Hajduk Vera         | 21   | 4   | 4   | 13  | 19:47 | 16        |
| 7.  | NK Opatovac            | 21   | 5   | 1   | 15  | 25:66 | 15 (-1)   |
| 8.  | HNK Borovo Vukovar     | 21   | 2   | 2   | 17  | 14:73 | 7 (-1) ↓1 |

## Rezultati
| NK Hajduk Vera – NK Sloga Pačetin 0:5 NK Mladost Svinjarevci – NK Tompojevci 4:0 NK Opatovac – NK Petrovci 2:3 HNK Borovo Vukovar – NK Lipovača 0:1 ↓2 | NK Lipovača – NK Opatovac 4:0 NK Tompojevci – NK Sloga Pačetin 1:1 NK Mladost Svinjarevci – HNK Borovo Vukovar 4:0 NK Petrovci – NK Hajduk Vera 2:0  | NK Opatovac - NK Mladost Svinjarevci 1:6 NK Hajduk Vera - NK Lipovača 0:3 NK Sloga Pačetin - NK Petrovci 1:1 HNK Borovo Vukovar - NK Tompojevci 2:5    |
| NK Mladost Svinjarevci – NK Hajduk Vera 2:1 NK Tompojevci – NK Petrovci 3:2 NK Lipovača – NK Sloga Pačetin 4:3 HNK Borovo Vukovar – NK Opatovac 2:0    | NK Petrovci – NK Lipovača 1:2 NK Opatovac – NK Tompojevci 2:4 NK Hajduk Vera – HNK Borovo Vukovar 0:0 NK Sloga Pačetin – NK Mladost Svinjarevci 2:1  | NK Opatovac – NK Hajduk Vera 2:0 NK Tompojevci – NK Lipovača 4:3 NK Mladost Svinjarevci – NK Petrovci 2:2 NK Sloga Pačetin – HNK Borovo Vukovar 3:1    |
| NK Petrovci – HNK Borovo Vukovar 5:0 NK Sloga Pačetin – NK Opatovac 2:0 NK Lipovača – NK Mladost Svinjarevci 1:1 NK Hajduk Vera – NK Tompojevci 1:2    | NK Lipovača – HNK Borovo Vukovar 4:0 NK Petrovci – NK Opatovac 3:0 NK Sloga Pačetin – NK Hajduk Vera 5:0 NK Tompojevci – NK Mladost Svinjarevci 1:4  | HNK Borovo Vukovar – NK Mladost Svinjarevci (S)1:4 NK Opatovac – NK Lipovača 2:5 NK Sloga Pačetin – NK Tompojevci 5:3 NK Hajduk Vera – NK Petrovci 2:1 |
| NK Tompojevci – HNK Borovo Vukovar 2:2 NK Mladost Svinjarevci – NK Opatovac 10:1 NK Petrovci – NK Sloga Pačetin 0:3 NK Lipovača – NK Hajduk Vera 5:0   | NK Opatovac – HNK Borovo Vukovar 2:1 NK Hajduk Vera – NK Mladost Svinjarevci 0:4 NK Petrovci – NK Tompojevci 6:2 NK Sloga Pačetin – NK Lipovača 0:1  | HNK Borovo Vukovar – NK Hajduk Vera 2:0 NK Lipovača – NK Petrovci 0:3 ↓3 NK Tompojevci – NK Opatovac 0:2 NK Mladost Svinjarevci – NK Sloga Pačetin 0:0 |
| HNK Borovo Vukovar – NK Sloga Pačetin 0:1 NK Lipovača – NK Tompojevci 8:1 NK Petrovci – NK Mladost Svinjarevci 1:2 NK Hajduk Vera – NK Opatovac 0:0    | HNK Borovo Vukovar – NK Petrovci 0:3 NK Mladost Svinjarevci – NK Lipovača 4:2 NK Tompojevci – NK Hajduk Vera 0:3 NK Opatovac – NK Sloga Pačetin 0:5  | NK Lipovača – HNK Borovo Vukovar 4:2 NK Mladost Svinjarevci – NK Hajduk Vera 2:0 NK Sloga Pačetin – NK Opatovac 3:0 ↓4 NK Petrovci – NK Tompojevci 2:1 |
| HNK Borovo Vukovar – NK Sloga Pačetin 0:3 ↓5 NK Opatovac – NK Petrovci 0:4 NK Mladost Svinjarevci – NK Lipovača 7:2 NK Hajduk Vera – NK Tompojevci 3:0 | NK Petrovci – HNK Borovo Vukovar 10:0 NK Sloga Pačetin – NK Mladost Svinjarevci 1:1 NK Hajduk Vera – NK Lipovača 1:1 NK Tompojevci – NK Opatovac 4:0 | HNK Borovo Vukovar – NK Tompojevci 1:2 NK Lipovača – NK Sloga Pačetin 1:7 NK Opatovac – NK Hajduk Vera 3:1 NK Mladost Svinjarevci – NK Petrovci 0:2    |
| NK Opatovac – HNK Borovo Vukovar 8:0 ↓6 NK Tompojevci – NK Mladost Svinjarevci 1:4 NK Hajduk Vera – NK Sloga Pačetin 1:5 NK Petrovci – NK Lipovača 3:1 | HNK Borovo Vukovar – NK Hajduk Vera 0:3 NK Lipovača – NK Tompojevci 5:1 NK Mladost Svinjarevci – NK Opatovac 4:0 NK Sloga Pačetin – NK Petrovci 1:4  | HNK Borovo Vukovar – NK Mladost Svinjarevci 0:9 NK Hajduk Vera – NK Petrovci 3:3 NK Tompojevci – NK Sloga Pačetin 1:5 NK Opatovac – NK Lipovača 0:5    |